# Never Really Over
„Never Really Over” – utwór muzyczny amerykańskiej piosenkarki Katy Perry, który został wydany jako singel 31 maja 2019 roku.

## Tło i wydanie
Utwór „Never Really Over” został napisane przez Katy Perry, Dagny, Michelle Buzz, Jasona Gilla, Gino Barletta, Hayley Warner oraz jego producentów; Leahę Haywood i Daniela Jamesa z grupy Dreamlab oraz Zedda. Jest to electropopowa piosenka, która posiada house'owy beat. Piosenka mówi o akceptacji dobrych i złych rzeczy oraz o tym, że w pewnym momencie życia trzeba albo się cofnąć, albo pójść przed siebie.
27 maja 2019 zostało ogłoszone spotkanie Perry z fanami, które odbyło się dwa dni później. 28 maja Perry dodała post na swoich mediach społecznościowych z okładką singla oraz jego datą wydania, czyli 31 maja. Od 4 czerwca singel jest puszczany w amerykańskich radiach. 26 lipca zostały wydane trzy remiksy utworu. 29 listopada „Never Really Over”, wraz z „Small Talk” zostaną wydane w postaci płyty gramofonowej.
Nagranie w Polsce uzyskało status platynowej płyty.

## Teledysk
Telesysk do „Never Really Over” został opublikowany 31 maja 2019 i był wyreżyserowany przez Philippa Price'a. 29 maja piosenkarka pokazała urywki teledysku na jej mediach społecznościowych z podpisem „Let it go...”. Dzień później w programie Good Morning America zostały również pokazane urywki z tego teledysku.
W teledysku Katy wyjechała do ośrodka, w który pozbywa się jakiejkolwiek energii, która pozostała po związkach poprzez różne aktywności, np. przytulanie drzew.

## Lista utworów
| Digital download / media strumieniowe | Digital download / media strumieniowe | Digital download / media strumieniowe |
| Nr                                    | Tytuł utworu                          | Długość                               |
| ------------------------------------- | ------------------------------------- | ------------------------------------- |
| 1.                                    | „Never Really Over”                   | 3:44                                  |
|                                       |                                       | 3:44                                  |

| Digital download / media strumieniowe (remiks R3HABa) | Digital download / media strumieniowe (remiks R3HABa) | Digital download / media strumieniowe (remiks R3HABa) |
| Nr                                                    | Tytuł utworu                                          | Długość                                               |
| ----------------------------------------------------- | ----------------------------------------------------- | ----------------------------------------------------- |
| 1.                                                    | „Never Really Over” (R3HAB Remix)                     | 3:07                                                  |
|                                                       |                                                       | 3:07                                                  |

| Digital download / media strumieniowe (remiks Syn Cole'a) | Digital download / media strumieniowe (remiks Syn Cole'a) | Digital download / media strumieniowe (remiks Syn Cole'a) |
| Nr                                                        | Tytuł utworu                                              | Długość                                                   |
| --------------------------------------------------------- | --------------------------------------------------------- | --------------------------------------------------------- |
| 1.                                                        | „Never Really Over” (Syn Cole Remix)                      | 3:08                                                      |
|                                                           |                                                           | 3:08                                                      |

| Digital download / media strumieniowe (remiks Wow & Flutter) | Digital download / media strumieniowe (remiks Wow & Flutter) | Digital download / media strumieniowe (remiks Wow & Flutter) |
| Nr                                                           | Tytuł utworu                                                 | Długość                                                      |
| ------------------------------------------------------------ | ------------------------------------------------------------ | ------------------------------------------------------------ |
| 1.                                                           | „Never Really Over” (Wow & Flutter Remix)                    | 6:11                                                         |
|                                                              |                                                              | 6:11                                                         |

| Płyta gramofonowa | Płyta gramofonowa   | Płyta gramofonowa |
| Nr                | Tytuł utworu        | Długość           |
| ----------------- | ------------------- | ----------------- |
| 1.                | „Never Really Over” | 3:44              |
| 2.                | „Small Talk”        | 2:42              |
|                   |                     | 6:26              |

## Personel
- Katy Perry – wokale i słowa
- Dagny Sandvik – słowa
- Michelle Buzz – słowa
- Jason Gill – słowa
- Gino Barletta – słowa
- Hayley Warner – słowa
- Zedd – słowa i produkcja
- Leah Haywood – słowa i produkcja
- Daniel James – słowa i produkcja
- Ryan Shanahan – realizacja dźwięku, inżynieria dźwięku
- Brian Cruz – realizacja dźwięku
- Dave Kutch – mastering

Źródło:.

## Notowania
| Notowanie (2019)                                | Najwyższa pozycja |
| ----------------------------------------------- | ----------------- |
| Australia                                       | 7                 |
| Austria                                         | 29                |
| Chiny                                           | 20                |
| Czechy                                          | 24                |
| Flandria                                        | 26                |
| Francja                                         | 102               |
| Hiszpania                                       | 67                |
| Holandia (Dutch Top 40)                         | 31                |
| Holandia                                        | 49                |
| Irlandia                                        | 13                |
| Japonia                                         | 32                |
| Kanada (Billboard Hot 100)                      | 7                 |
| Kanada (Billboard AC)                           | 21                |
| Kanada (Billboard CHR/Top 40)                   | 27                |
| Niemcy                                          | 47                |
| Nowa Zelandia                                   | 14                |
| Norwegia                                        | 24                |
| Polska                                          | 19                |
| Słowacja                                        | 13                |
| Stany Zjednoczone (Billboard Hot 100)           | 15                |
| Stany Zjednoczone (Billboard Adult Hot 40)      | 16                |
| Stany Zjednoczone (Billboard Mainstream Top 40) | 21                |
| Szkocja                                         | 4                 |
| Szwajcaria                                      | 21                |
| Szwecja                                         | 44                |
| Walonia                                         | 39                |
| Węgry (MAHASZ Single Top 40)                    | 31                |
| Węgry (MAHASZ Stream Top 40)                    | 16                |
| Wielka Brytania                                 | 13                |
| Włochy                                          | 32                |

## Historia wydania
| Obszar            | Data              | Format                                | Wersja               | Wytwórnia       | Przypisy |
| ----------------- | ----------------- | ------------------------------------- | -------------------- | --------------- | -------- |
| Cały świat        | 31 maja 2019      | digital download · media strumieniowe | oryginał             | Capitol Records | [ 18 ]   |
| Stany Zjednoczone | 4 czerwca 2019    | contemporary hit radio                | oryginał             | Capitol Records | [ 7 ]    |
| Cały świat        | 26 lipca 2019     | digital download · media strumieniowe | remiks R3HABa        | Capitol Records | [ 8 ]    |
| Cały świat        | 26 lipca 2019     | digital download · media strumieniowe | remiks Syn Cole'a    | Capitol Records | [ 9 ]    |
| Cały świat        | 26 lipca 2019     | digital download · media strumieniowe | remiks Wow & Flutter | Capitol Records | [ 10 ]   |
| Stany Zjednoczone | 29 listopada 2019 | płyta gramofonowa                     | oryginał             | Capitol Records | [ 11 ]   |